# Via normale svizzera al Cervino

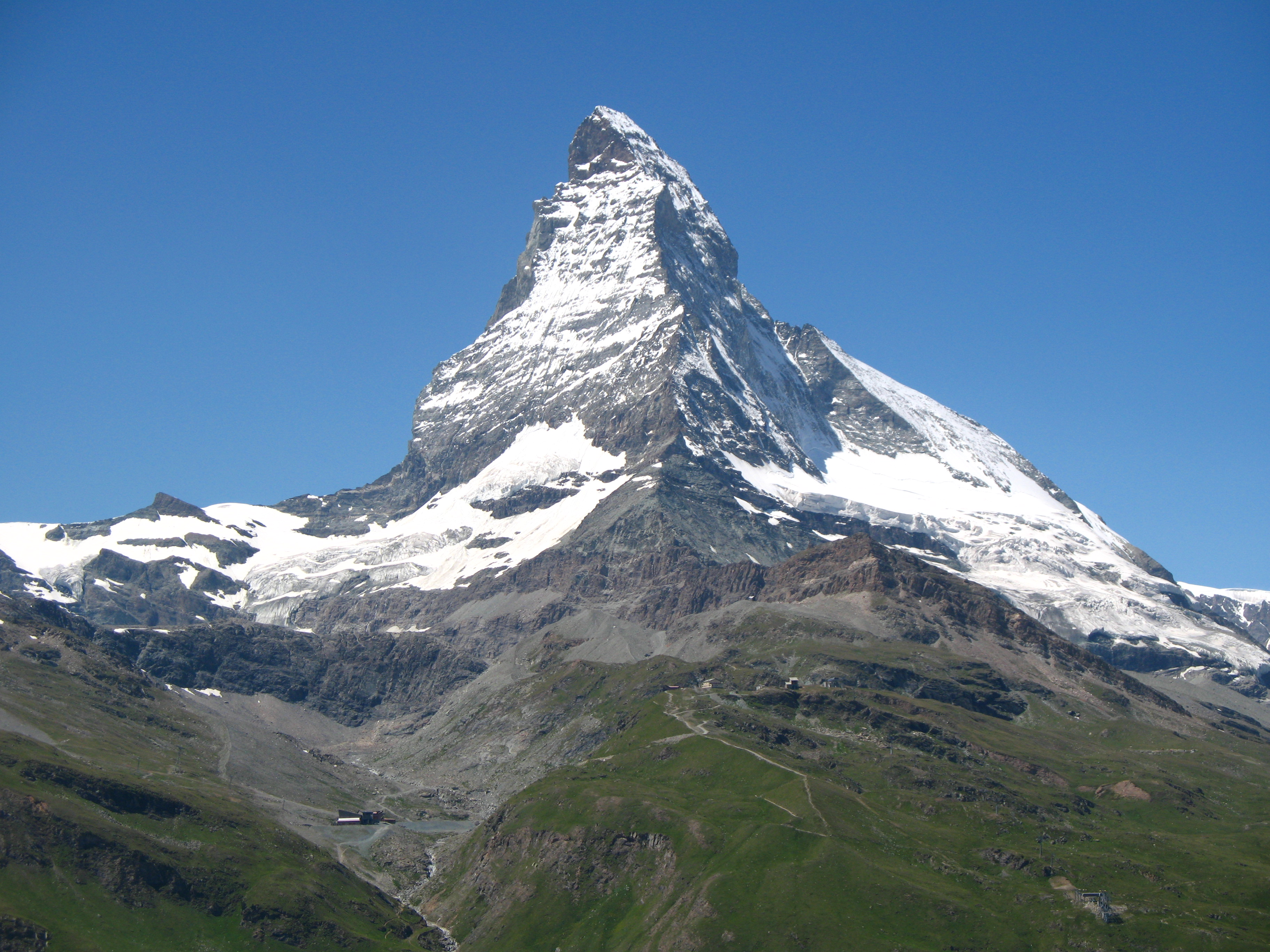
Il Cervino visto dal Gornergrat. Di fronte vi è la Cresta dell'Hörnli lungo la quale si svolge la via.

La Via normale svizzera al Cervino descrive l'ascesa tipica alla vetta del Cervino salendo il versante svizzero.
La via percorre quasi integralmente la cresta nord-orientale della montagna detta Cresta dell'Hörnli.Essa ripercorre la salita al Cervino compiuta da Edward Whymper il 14 luglio 1865. La difficoltà della via è valutata AD. La via risulta più lunga ma più facile della Via normale italiana al Cervino che si sviluppa lungo la cresta opposta, la Cresta del Leone.

## Descrizione della via

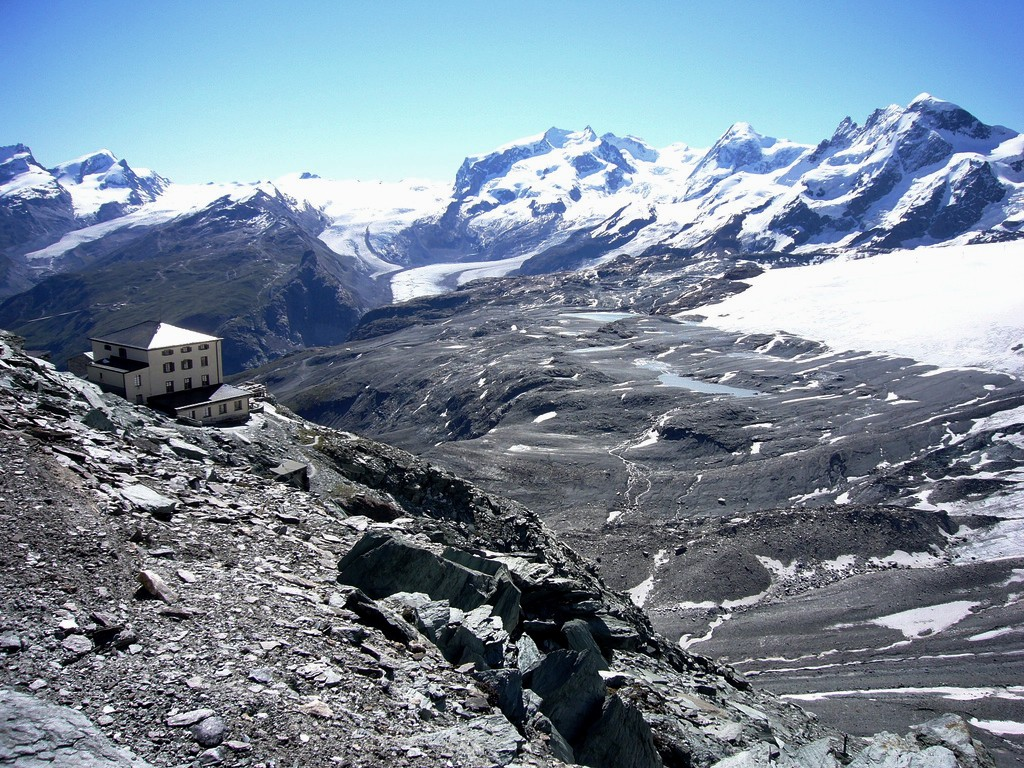
La Hörnlihütte vista dall'alto. Sullo sfondo il massiccio del monte Rosa.

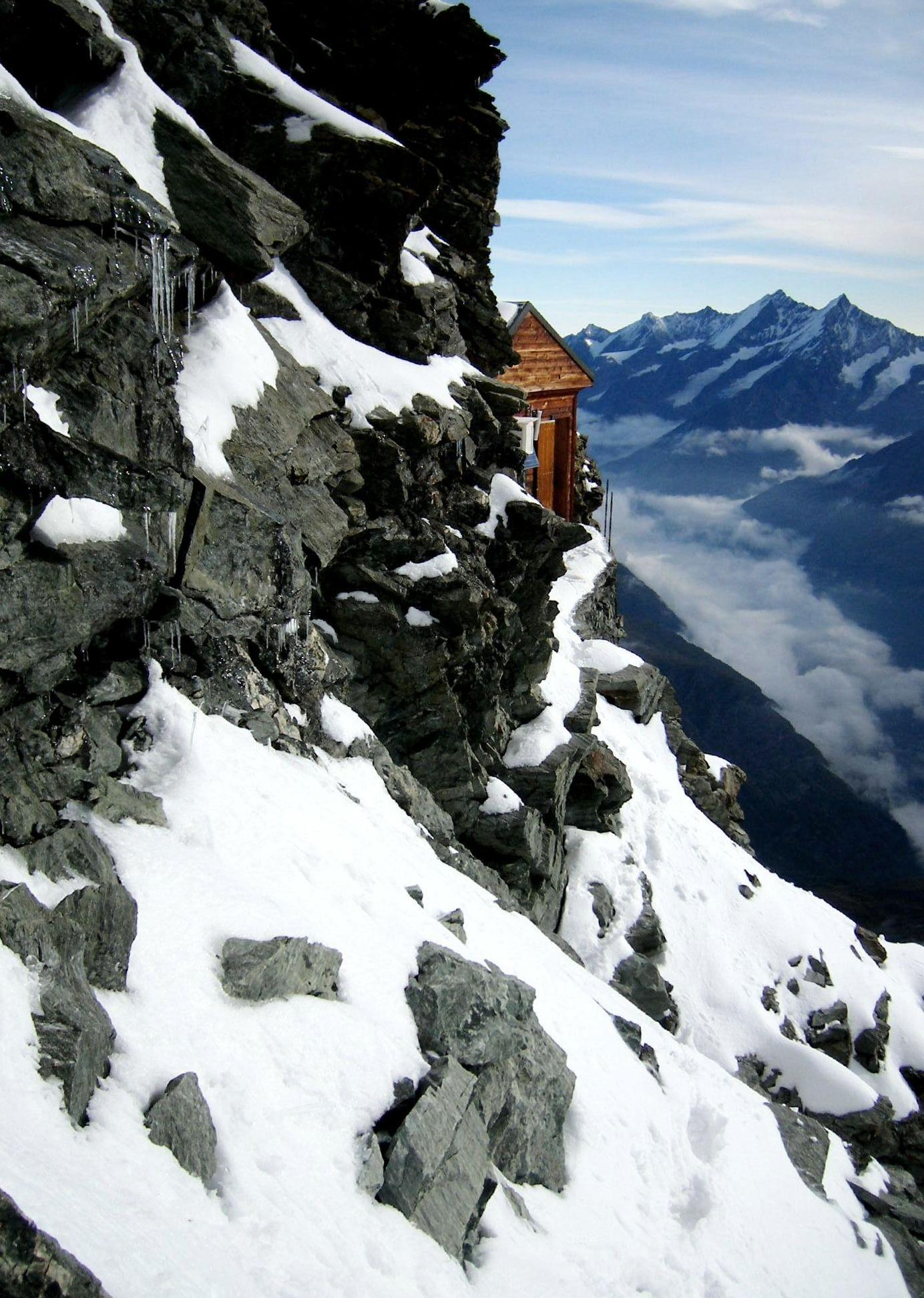
La Solvayhütte.

La via può essere divisa in due tappe:
- da Zermatt (1.616 m) alla Hörnlihütte (3.260 m)
- dalla Hörnlihütte alla vetta del Cervino (4.478 m).

La prima tappa è di natura escursionistica; la seconda ha carattere alpinistico.

### Da Zermatt alla Hörnlihütte

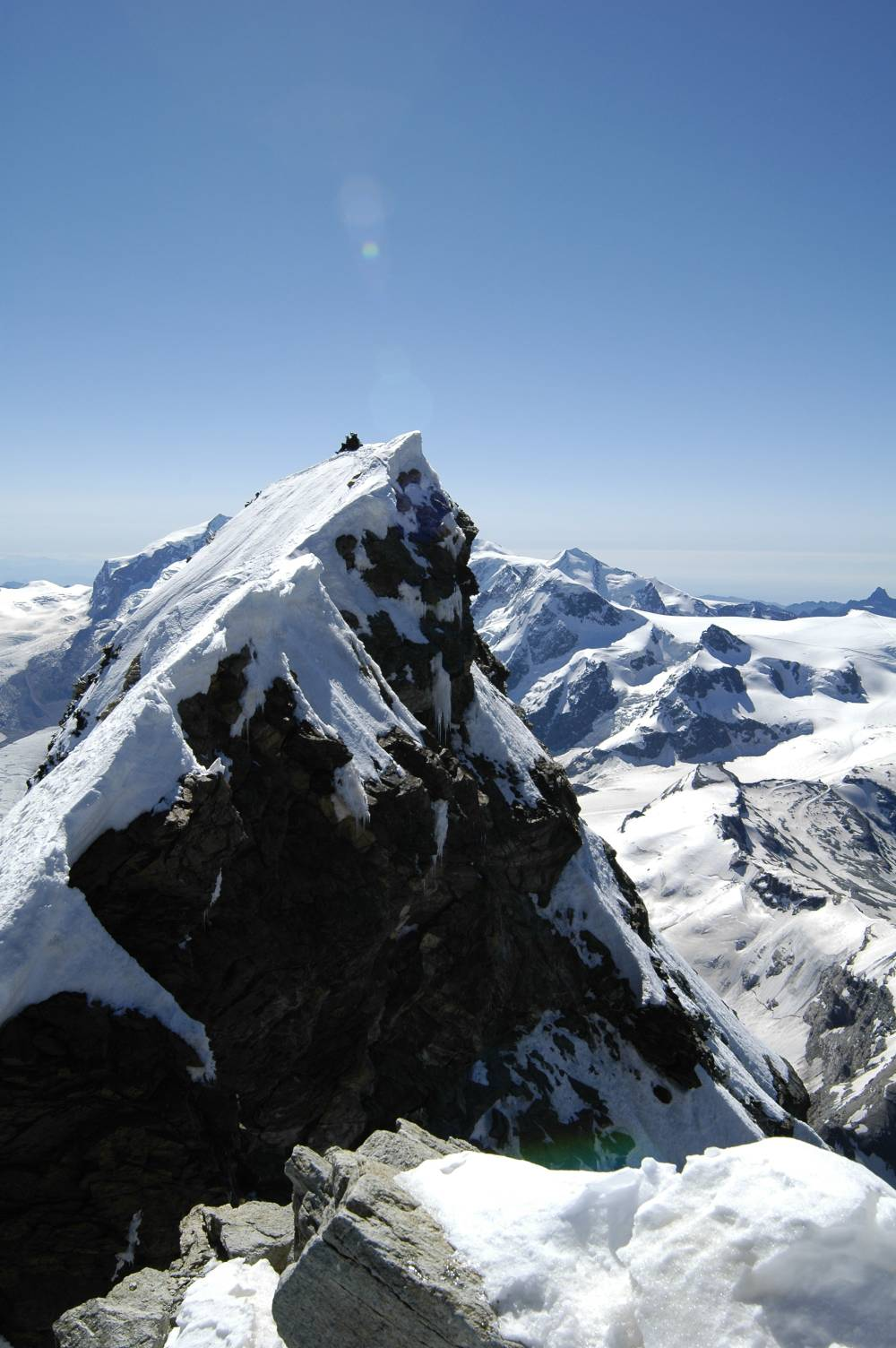
La vetta svizzera vista dalla vetta italiana.

Da Zermatt si sale allo Schwarzsee (Lago Nero - 2.584 m) attraverso l'ovovia Matterhorn Express oppure attraverso il sentiero. La salita con il sentiero impegna dalle due alle tre ore.
Dallo Schwarzsee un comodo sentiero conduce alla cresta dove è collocata la Hörnlihütte (3.260 m). Prima il sentiero si snoda con tornanti su un dosso erboso, in seguito costeggia con passerelle e scalette una parete rocciosa, per arrivare infine a guadagnare la cresta. Il percorso può essere concluso in un'ora e mezza.

### Dalla Hörnlihütte alla vetta
La salita dalla Hörnlihütte alla vetta è lunga e faticosa. Può essere conclusa in nove-dieci ore.
Dalla Hörnlihütte si sale in breve all'attacco della Cresta dell'Hörnli. L'attacco inizia con un muro alto circa 15 metri attrezzato con corde fisse e poi continua lungo la cresta.
Prima della Solvayhütte sono da rimarcare le Placche Moseley Inferiori. La Capanna Solvay (4.003 m) è un bivacco da utilizzare solamente in caso di emergenza.
Lasciato il bivacco si incontrano le Placche Moseley Superiori. Più avanti si aggira un torrione di rocce rosse, la Roter Turm.
Più in alto si sale la Spalla del Cervino pendio nevoso inclinato di 45 gradi. L'ultimo salto verticale è costituito dai Rochers Rouges.
Il pendio sommitale è ancora inclinato di 45 gradi. Appena sotto la vetta si trova una statua di san Bernardo, protettore degli alpinisti.
Si raggiunge così la vetta svizzera (4.478 m). La vetta italiana, di due metri più bassa, si trova oltre un'esile cresta lunga circa 60 metri.